# Midt om natten (sang)
 For alternative betydninger, se Midt om natten (flertydig). (Se også artikler, som begynder med Midt om natten)
"Midt om natten" er en sang af den danske sanger og musiker Kim Larsen, der har skrevet sangens tekst og musik. Sangen blev første gang udgivet på albummet Midt om natten i  1983.
Sangen blev i 1984 udgivet som B-side til singlen  "Tik-Tik" (Medley Records	MdS 273).
Sangen blev taget med på opsamlingsalbummet Kim Larsens Greatest - Guld & Grønne Skove fra 1995. En live-udgave af sangen er medtaget på albummet Kim i cirkus fra 1985.

## Andre versioner
Gruppen The Loft samplede sangen på hittet "City of Dreams".